# 고도 (소설집)
고도(古都)는 타이완의 중견 여류 작가인 주톈신의 소설집이다. 이 책은 1997년 ≪중국시보(中國時報, Chinese Times)≫에서 10대 소설에 선정되었으며, ≪연합신문(聯合報)≫에서 최우수 도서상을 수상하기도 했다. 또한 홍콩 시사 주간지 ≪아주주간(亞洲周刊)≫에서 선정한 20세기 중국 100대 소설에 선정되기도 했다.

## 배경
타이완 여성 작가 주톈신(朱天心)의 걸작으로 꼽히는 ≪고도(古都)≫는 이 책의 제목이 된 중편소설 ＜고도＞(1996)를 비롯하여, ＜베니스의 죽음(威尼斯之死)＞(1992), ＜라만차의 기사(拉曼査志士)＞(1994), ＜티파니에서 아침을(第凡內早餐)＞(1995), ＜헝가리의 물(匈牙利之水)＞(1995)까지 총 다섯 편의 중․단편 작품이 실려 있다.
독자는 처음부터 눈에 익은 듯한 제목에 어쩌면 친숙함을 느낄지도 모른다. 짐작하다시피 ≪고도≫에 수록된 작품들은 제목을 대부분 원작이 있는 영화나 소설에서 차용해 왔다. ＜고도＞는 가와바타 야스나리의 동명 소설 ≪고도≫를, ＜라만차의 기사＞는 세르반테스의 소설 ≪돈키호테≫를, ＜티파니에서 아침을＞은 블레이크 에드워즈의 영화 ＜티파니에서 아침을＞을, ＜베니스의 죽음＞은 토마스 만의 소설이자 비스콘티 감독의 영화 ＜베니스에서 죽다＞에서 각각 그 이름을 따왔다. 단, ＜헝가리의 물＞은 소설이나 영화가 아닌 ‘헝가리안 워터’라고 불리는 근대 최초의 향수에서 그 제목을 따왔다. 소설 속에서 작가는 농담처럼 작중 화자의 입을 빌려 “가끔 나는 글을 끝내고도 제목을 짓지 못하는 경우가 있었다. 심지어 프로답지 못하게 두어 번쯤 문예부 편집장에게 제목을 대신 지어 달라고 부탁하기도 했다”라고 하는데, 실제로 어떤지는 독자의 상상에 맡길 따름이다. 이처럼 친숙하게 서문을 열지만, 소설의 첫 장을 펼치는 순간 작가는 다시, “이봐, 긴장하지 마…. 아무도 죽지 않고, 아무 일도 일어나지 않을 거야. 토마스 만도 나오지 않을 거고, 비스콘티도 없어. 심지어 진짜 베니스와도 상관이 없어”(＜베니스의 죽음＞)라는 도발적인 어투로 독자를 당황시킨다. 동시에 이런 발칙함이 독자로 하여금 주톈신이라는 작가는 물론이고 ≪고도≫라는 소설의 특징을 압축적으로 보여 주는 대목이 아닐까 하는 생각이 들게 만드는 것이다.
≪고도≫ 속에서 주톈신은 작품 전체를 아우르는 자신만의 감성과 개성 있는 필치로 간간이 웃음을 자아내기도 하고 깊은 공명을 일으키기도 한다. 그렇지만 주톈신의 글쓰기는 분명 낯설다. 기승전결의 뚜렷한 전개도 없고, 시간과 공간을 자유롭게 넘나들며, 소설 속 주인공의 이미지에 대한 구체적인 묘사가 없음은 물론이고, 주인공의 이름조차도 제대로 알려 주지 않는다. 심지어 ＜고도＞에서 작중 화자가 회상하는 추억조차도 ‘나’의 추억이 아닌 ‘너’의 추억이다. 독자는 작중인물과 묘한 거리 두기를 유지하면서, ＜고도＞에 나오는 여행안내 책자처럼 작가가 영리하게 배치해 놓은 동선을 따라가야 비로소 전체의 그림을 볼 수 있게 된다.
우선 ＜베니스의 죽음＞은 앞서 얘기했듯이 토마스 만의 소설을 모티프로 하고 있다. 그러나 주톈신이 하고자 하는 이야기는 절대적인 미에 대한 추구를 그렸던 토마스 만과 분명 차이가 있다. 여기에서 베니스는 작가의 말대로 실제 베니스라기보다는, 소설이 탄생한 공간인 카페 ‘베니스’를 가리킨다. 그 공간 속에서 화자이자 주인공인 ‘나’는 ‘너’에게 나의 이야기를 들려준다. 문학사적으로 중요한 작가의 대표작은 통상 35세에서 45세 사이에 탄생한다며, 그때까지 힘들게 갈고 닦은 자신의 정수(精髓)를 작품에 쏟아붓겠다는 주인공의 다짐은, 소설을 쓸 당시 주톈신의 심경을 대변하는 것인지도 모른다. 동명 소설의 작가인 토마스 만이 ＜베니스에서 죽다＞를 집필한 당시 나이가 서른일곱이었으니, 주톈신의 주장에 어느 정도 신빙성이 있는 것도 사실이다. 이 글을 쓸 당시 주톈신 역시 서른셋의 젊은 나이였다. 본인은 부인하지만, 80년이 넘는 시간과 동서양이라는 이질적인 공간을 뛰어넘어 죽음을 바라보는 두 젊은 작가의 시선에서 묘하게 공통분모를 발견하고 기쁨을 느끼게 되는 것이 독자의 과민한 반응만은 아닐 것이다. 또한 토마스 만은 그는 자신의 글 속에서, 아름다운 도시 베니스가 실제로는 썩은 물 위에 떠 있으니, 그 사실을 알고도 물 위에 비친 신기루를 감수하겠느냐며 도발적인 질문을 던졌다. 다시 바닷속으로 가라앉고 있는 베니스를 보면서, 햇빛에 반짝이는 물결에 헛된 기대와 허망한 마음을 실어 보는 주톈신의 정서가 묘하게 오버랩이 된다. 작품 속에서 화자인 ‘나’는, 작가의 개입으로 좌지우지되는 것이 아닌, 작중인물의 주체적인 의지와 운명(비록 그것이 카페에서 울려 나오는 철 지난 포크송이나 휴대 전화 벨소리 같은 소음에 의해서 결정된다 하더라도)을 따라 이야기를 풀어 나가고 싶어 한다. 그런 ‘나’의 모습 역시, 자신의 이상에 부합하는 절대미를 갖춘 작품을 쓰고 싶다는 주톈신의 작가적 욕망의 발로일지도 모른다. 특히 소설 속에서는 카페에 대한 오밀조밀한 묘사와 작가들의 글쓰기에 대한 구체적인 예시를 통해 독자에게 ＜베니스의 죽음＞을 읽는 재미를 준다. 그러기에 작품 속에서 ‘소설’이라는 매개를 통해 자신과의 대화를 시도했던 ‘나’를 보며, 일말의 기대를 품었던 독자는 진짜 베니스도 아닌 카페 베니스에서의 허망한 결말에 더욱 헛헛함은 느끼게 되는 것일지도 모른다. 이런 식으로 독자의 상상을 전복하는 글쓰기는 다른 작품 속에서도 여실히 드러난다.
＜라만차의 기사＞ 속의 주인공이자 화자 역시 작가다. 스스로를 소시민이자 주변인으로 묘사하고 있는 주인공의 모습에서 우리는 또 다른 주톈신의 모습을 엿볼 수 있다. 라만차의 기사를 자처했던 돈키호테처럼 주인공 ‘나’는 엉뚱하고 기발하며 무모하기까지 하다. 어느 날 죽음의 문턱까지 가는 경험을 하게 된 ‘나’는 죽음에 대한 준비를 하게 된다. 그것이, 내가 죽고 나서 남들이 나에게 섣부르게 내릴 평가와 판단을 거부하기 위한 준비라는 점은 재미있다. 예기치 못한 죽음을 맞이했을 때, 나를 모르는 사람들은 내가 생전에 어떤 사람이었는지를 순전히 죽음을 맞이한 순간의 나의 모습으로만 판단할 거라고 생각하며, 속옷을 정갈히 갖추고 지갑을 정리하는 주인공의 모습은, 묘한 웃음을 자아냄과 동시에 씁쓸함을 느끼게 한다. 신용카드로 자신의 존재와 가치를 인정받는 사회에서, 명함 한 장 제대로 없는 무명작가 ‘나’의 모습은 소시민들의 자화상이기도 하다. 그렇기에 죽음을 그다지 두려워하지 않고 그것을 어느 정도 예측해 사전에 준비할 수 있는 노인에 대한 주인공의 노골적인 부러움은 억지스러우면서도 어쩐지 고개가 끄덕여지는 것이다. 이는 끊임없이 자신의 정체성에 대한 문제를 고민하던 주톈신의 일면을 드러내는 것이기도 하다.
이런 작가의 고민이 ＜티파니에서 아침을＞로 옮겨 가면 한층 더 노골적이고 분명한 실체로 드러난다. 스스로를 지하실에 사는 가난한 노동자로 비유하는, 문예지 편집부 직원인 소시민 ‘나’는 처음부터 끝까지 티파니의 다이아몬드 반지를 통해 신분의 상승을 노린다. 즉, 사치품의 절정인 다이아몬드를, 자본의 노예라는 신분을 벗게 해 줄 매개로 삼겠다는 것이다. 영원불멸한 다이아몬드의 특성은 나의 신분을 격상시켜 주는 것과 동시에, 태곳적부터 인간이 꿈꾸던 불로장생의 욕망을 짧은 순간이나마 충족시켜 주는 것이기도 하다. 인간은 영원하지 못하기 때문에 다이아몬드를 영원토록 소유할 수 없다는 걸 알면서도 그것을 소유하기를 꿈꾼다. 지체 높은 왕후 귀족이 죽으면 그들의 몸이 한낱 백골이 되어 흩어져도 그 속에서 이교도 신상의 눈동자처럼 홀로 빛을 발하는 다이아몬드는, 존엄성을 인정받고 진정한 자유를 얻고 싶어 하는 주인공 ‘나’의 욕망이 압축적으로 담겨 있는 대상인 것이다. 거기에 다시 티파니라는 철옹성에서 다이아몬드 반지를 주도면밀하게 ‘절도’해 오겠다는 계획을 짜는 주인공의 모습은 차라리 블랙코미디에 가깝다. 어느 시골 사람이 돈을 짊어지고 가서 “아가씨, 손목시계 한 근에 얼마요?” 했다는 우스갯소리를 면하기 위해 신용카드까지 발급받고(신용카드의 의미는 앞서 작품에서 이미 논한바 있다), 티파니라는 ‘궁전’ 주위를 맴돌며 속으로 수도 없이 예행연습을 하는 ‘나’의 눈물겨운 노력 때문에, 결국 티파니의 다이아몬드를 갖게 되었을 때는 어쩐지 모를 감동마저 느껴진다. 자본의 불평등한 구조 속에서 ‘농노’의 계급은 세습되지만, 평생토록 그 실체조차 제대로 알 수 없는 ‘지주’에게 착취당하는 우리의 운명이 다이아몬드 반지 하나로 자유를 얻게 된다는 상상은 엉뚱하면서도 눈물겹다. 마지막에 작가가 제시한 수수께끼와 비밀번호를 풀면, ‘유레카’를 줍는 소년이 될 수 있을까?
＜헝가리의 물＞은 이상의 작품들보다는 오히려 이어서 설명할 ＜고도＞와 연관성을 가진다. 바로 ‘기억’에 관한 이야기라는 점에서 그렇다. 전자는, 후각이 사람의 기억에 어떻게 영향을 미치는가에 대한 고민을 했다면, 후자는 공간이 기억에 어떤 영향을 미치는가에 대해 고민을 하고 있다. 우리가 알고 있는 통상적인 기억과는 성질을 조금 달리하는 기억인 셈이다. 우리가 흔히 생각하는 시각과 청각, 촉각에 의한 경험은 직접 보고, 듣고, 만지는 과정에서 나의 의지와 의식이 개입된 기억일 가능성이 높지만, 후각에 의한 기억은 오히려 주관이 배제된 무의식적인 습득에 가깝다. ＜헝가리의 물＞에 등장하는 ‘나’와 A의 만남 역시 후각의 개입으로 이루어지게 되었다. 무의식적인 기억 속에 남아 있는 시트로넬라유(油)의 냄새는, 잊고 있었던 기억을 떠올리게 한다. 냄새, 혹은 향이라는 실마리를 가지고 두 친구는 몇 번의 만남을 통해 구멍 난 기억들을 메워 가는 것이다. 옷장에 있던 티셔츠에 배인 여러 가지 냄새를 두고 “완벽한 배합”이라고 표현하는 대목은 웃음을 자아내고, 그런 재료들의 배합을 어떻게 하느냐에 따라 기억도 달라질 수 있다는 사실은 우리의 관심을 끌어낸다. 무엇보다도 후각과 같이 무의식적으로 습득하게 되는 감각기관을 자극하여 상대방의 기억을 조종할 수도 있다는 사실은 매우 흥미롭다. 특히 작중인물 A는 아내가 쓰는 향수에 길들여져 다른 여성을 만나도 아내만 떠올리도록 훈련되어 있다. 여기에는 A의 의지가 어느 정도 개입하고 있지만, 그렇지 못할 경우 얼마든지 자신의 의지에 반하는 작용이 일어날 수도 있다는 것을 알 수 있다. 동시에 우리가 시각이나 청각, 촉각 등에 의지한 기억은 생각했던 것보다 불완전하며, 때로는 후각에 의한 기억에 훨씬 못 미칠 수도 있다는 점은 충격적이기까지 하다. 작가는 유년 시절의 기억을 회상하는 과정에서 우리가 잊고 지낸 기억들이 어쩌면 우리가 죽인 것일지도 모른다는 말까지 한다. 다소 극단적이기까지 한 이런 표현은 소중한 것들을 잊고 사는 우리들에게 많은 점을 시사한다.
마지막으로 ＜고도＞는 처음부터 끝까지 과거의 기억에 대한 작가의 집착적인 애정과 그리움, 분노, 회한 등이 한꺼번에 농축되어 있는 작품이다. 소설은 처음부터 잃어버린 도시에 대한 기억을 회상하고 나열하는 방식으로 진행된다. “설마, 네 기억이 아무것도 아니었던 걸까…”라고 서두를 던지며 시작되는 이 이야기는, 타이베이와 교토, 그리고 현재와 과거를 오가면서 오래된 도시에 뿌리내린 사람들의 모습과 사라지고 단절된 것들에 대한 안타까움을 표현하고 있다.
주톈신은 그녀 특유의 섬세한 관찰력과 예민한 감성을 바탕으로 초목이나 자연환경은 물론, 인공적인 건축물에 이르기까지 세밀한 묘사를 진행하고 있다. 그래서 소설 속에서 여러 차례 등장하는 남국의 풍경이 자연스럽게 눈앞에서 펼쳐지며, 타이완에 가 보지 않은 사람도 그 속에서 함께 추억을 공유하며 살고 있는 듯한 착각을 일으킬 만큼 생생하고 매혹적이지만, 그런 회상이 “과거에 대한 향수가 담긴 바이셴용의 고전소설”과 같은 단순히 감상적인 노스탤지어에 머물지는 않는다. 오히려 감상에 젖어 자신의 이야기를 흘려듣지 못하게 수시로 독자들을 자극한다. 작가는 가로수인 비단목화나무처럼 성장세가 맹렬한 나무들이 얼핏 보기에 이곳에 뿌리내린 지 오래된 듯하지만, 그건 새로운 것들을 가리기 위한 눈속임이라는 것을 상기시킨다. 그러면서 영원처럼 느껴지는 그런 풍경이 사실은 그리 멀지 않은 과거에 만들어졌음을 의식하게 만든다. 또한 타이베이 거리 풍경에 대한 치밀한 묘사와 여러 가지 꽃과 나무에 대한 생생한 묘사는, 마치 향기가 나는 듯한 느낌마저 들게 하지만, 엄밀히 말자하면 구체성이나 리얼리티와는 조금 다르다. 작품 속에서 현재의 거리 이름과 일본 통치 시대의 그것이 혼재돼 나열되는 대목에 이르면, 독자는 지금 내가 보고 있는 이곳이 타이완인지 일본인지, 현재인지 과거인지 혼란을 겪게 되는 것이다. 이런 식으로 풍성한 인용이 패턴처럼 반복되는 과정에서, 독자는 점차 현실과 환상이 전복되고, 읽기라는 의식이 붕괴되는 혼란스러운 상태에 이른다.
사실, 소설의 줄거리는 이런 복잡한 감정에 비해 상대적으로 단순하다. 주인공 ‘너’는 어느 날 타이완을 떠난 지 20년이 넘도록 한 번도 돌아오지 않았던 친구 A에게서 팩스를 받는다. A는 일본에 논문을 제출하러 가는 길에 함께 휴가를 보내길 원한다며 호텔 예약을 부탁하면서 말한다. 가능하면 고등학교 때처럼 한방에서 같이 자고 싶다고. 철모르는 시절 동성애까지 생각해 볼 정도로 가까웠던, 너무나 사랑하고 소중한 존재였던 A를 만나기 위해 ‘너’는 교토로 향하는 비행기에 오른다. 교토에서 네가 딸과 얽힌 온갖 추억들과 재회하고 있는 동안에도 A는 끝내 오지 않는다. 처음부터 A가 오지 않을 거란 직감을 하고 있었던 것일지도 모르는 너는, 일본에서의 배회를 마치고 결국 타이완으로 돌아온다. 그리고 남은 휴가 기간 동안 기온의 서점에서 산 일본어 여행안내 책자를 가지고 타이완을 여행하는 일본인이 되어 보기로 한다. 여기서 작가는 흥미로운 설정을 한다. 그것은 바로 그 여행안내 책자에 있는 일제 식민지 시대의 지도다. 일본식 지명으로 표기되어 있는 타이베이 구(舊)지도를 가지고 너는 과거로의 여행을 떠난다. 그러나 너는 너의 기억과 너무도 다르게 변해 버린 타이완에서, 사회나 역사에 의해서 개인의 기억이 철저히 지워지고 파괴되었음을 목도하고 결국 오열을 터뜨린다. 개인의 추억을 송두리째 부정당해 자신이 누구인지, 자신이 깃들 곳이 어디인지 모른 채 영영 길을 잃었기 때문이다.
≪고도≫라는 작품집 전체에 녹아든 주톈신의 모습을 보면, 집필 당시 작가의 나이가 삼십대였음을 감안할 때 조숙하다 못해 노숙한 느낌마저 든다. 현재를 살면서도 끊임없이 과거를 갈구하고, 또 살아 있으면서도 지나칠 정도로 죽음을 준비하는 모습은 낯설고 기이하기까지 하다. 또한 작가는 처음부터 소위 주류가 아닌, 주변인을 이야기하지만, 늘 날카롭게 핵심을 찌른다. 주톈신 소설의 이런 매력은 주머니 속 송곳처럼 작품 곳곳에서 모습을 드러내는 것이다. 지나치게 박학다식함을 늘어놓아 마치 백과사전이나 역사서를 보는 듯한 느낌마저 자아내지만, 평면적이고 2차원적인 텍스트라는 공간에 오감을 자극하는 다양한 요소의 적절한 배치는 처음부터 끝까지 독자에게 즐거움을 안겨 준다. 독자는 이런 작가의 영리한 유희에 기꺼이 동참하되, 동시에 그 속에 숨겨지거나 때로는 노골적으로 드러난 감정적 실마리와 철학을 놓쳐서는 안 될 것이다.